# Dalmatinska pijurica
Dalmatinska pijurica ili dalmatinska gaovica (latinski: Phoxinellus dalmaticus) vrsta je slatkovodne ribe iz porodice Cyprinidae. Stenoendem je slijeva Krke. Prirodna staništa su joj mali, izolirani, krški vodotoci. Ugrožena je gubitkom staništa i unosom stranih vrsta.

## Opis vrste
Dalmatinska pijurica ima golo tijelo s ljuskama u relativno kratkoj lateralnoj liniji; čine ju ljuske s porama (l. l. 16–29) i bez njih. Ima isprekidanu bočnu prugu. Vrsta ima mali broj kralježaka; ukupno 37 ili 38. Kaudalna peraja joj je plitko urezana sa znatno zaobljenim režnjevima.
Tijelo joj je izduženo i bočno spljošteno. Ima tamno zeleno-siva leđa, smeđe bokove s malim crnim točkama dok je trbuh žućkast. Osnove prsnih, trbušnih i podrepne peraje su crvenkaste dok su same peraje žućkaste boje. Jedinka može narasti i do 10 cm.

## Stanište i ponašanje
Naseljava čiste, krške vode sa sporo tekućom i stajaćom vodom; mirniji odvojci rijeke i susjedna močvarna mikrostaništa. Često naseljava ista staništa kao i turski klen (Leuciscus turskyi) te oštrulja (Aulopyge huegelii). Tijekom zimskih mjeseci i ljetnih suša povlači se u podzemne vode. U krškim izvorima može se naći u većim jatima pri izlasku iz podzemnih voda ili pri ulasku u njih. Ta prilagodba preživljavanja u podzemlju omogućila je dalmatinskoj pijurici opstanak u negostoljubivim krškim područjima.
Zaštita ove vrste uzrokovala je odustajanje od izgradnje akumulacije na rijeci Čikoli pokraj Umljanovića, općina Ružić, u Petrovu polju.

## Prehrana
Hrani se sitnim vodenim beskralješnjacima kao što su račići i ličinke kukaca. Nisu poznati detalji o prehrani tijekom njenog duljega boravka u podzemlju.

## Razmnožavanje
Mrijest se odvija u razdoblju od travnja do lipnja u plićim dijelovima toka. Tijekom mrijesta mužjaci dobivaju intenzivnije boje i mrijesne kvržice (na prednjem dijelu tijela, na glavi i na tvrdim šipčicama peraja), dok ženke odlažu jajašca na kamenje, šljunak ili među gustu vegetaciju.

## Ugroženost
Vrsta je slabo poznata i smatra se beznačajnom za ribarstvo i sportski ribolov. Uz navedenu nedovoljnu istraženost, poseban su problem unos stranih vrsta i uništavanje staništa. Gambuzija (Gambusia holbrooki) potiskuje dalmatinsku pijuricu na više načina: hrani se njihovim jajašcima i ličinkama, a čak je zabilježeno i da grizu peraje sitnih riba sve dok one ne uginu. Drugi problem predstavljaju antropogeni utjecaji: izgradnja hidroelektrana, industrija i gradska naselja. Sve to dovodi do pogoršanja kakvoće vode, uništavanja povoljnih staništa za pijuricu i smanjenja njezinih populacija.

## Zanimljivost
Zbog morfoloških sličnosti pijurica i pijora, podrijetlo imena dolazi od umanjenice latinskog naziva za rod pijora (Phoxinus) dok je latinski naziv dalmaticus dodijeljen prema širem području Hrvatske koje dalmatinska pijurica naseljava (Dalmacija).